# Mont Sainte-Odile

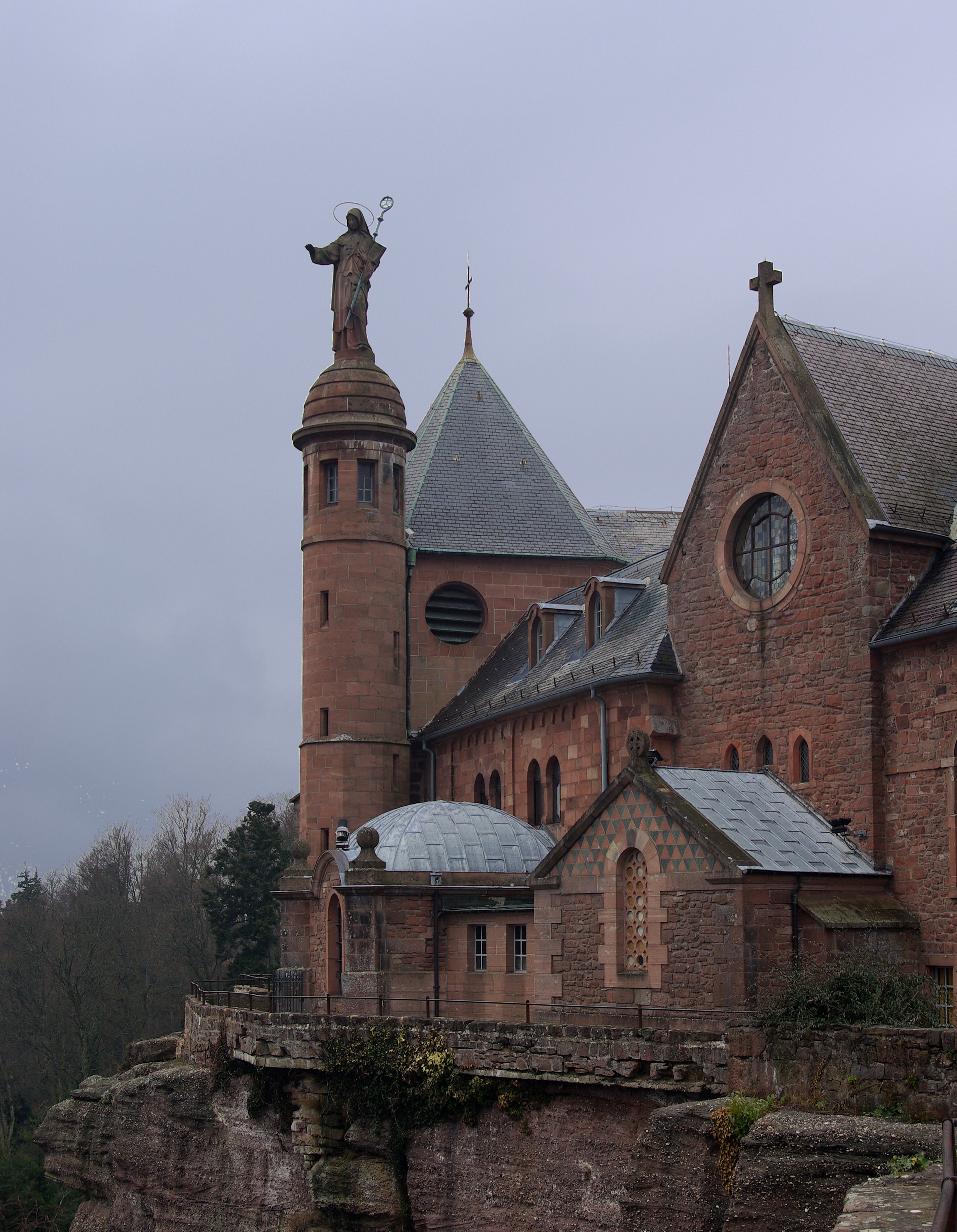
Abdij Hohenbourg op de Mont Sainte-Odile

De Mont Sainte-Odile (Duits: Odilienberg) is een berg in de Vogezen in Frankrijk. De berg ligt ten noordwesten van Barr op het grondgebied van de gemeente Ottrott. De berg is vernoemd naar Odilia van de Elzas. De berg met een hoogte van 767 meter heeft op de top het klooster Mont Sainte-Odile, dat ook wel met de naam Hohenb(o)urg wordt aangeduid.
De berg is begroeid met een gemengd bos. De autoweg D33 leidt naar de top van de berg en de abdij. Langs beide flanken van de berg loopt een zogenaamde mur païen (heidenmuur). Deze muur bestaat uit grote blokken lokale natuursteen en volgt de helling van het plateau gevormd door de Mont Sainte-Odile en de zuidelijker gelegen Le Bloss over een afstand van ongeveer 10 km. De functie en de bouwdatum van deze muur is onbekend. De muur werd in elk geval na de Keltische en de Romeinse tijd gebouwd, mogelijk in de vroege middeleeuwen.
Sporen van menselijke activiteit op de top van de berg gaan terug tot het late neolithicum. Er is vooral bouwactiviteit gevonden uit de tijd van de Romeinse verovering van Gallië en uit de Merovingische periode.
De berg is in 1992 in het nieuws gekomen door het verongelukken van een Airbus A320 (Airbus vlucht 148). Dit gebeurde op de flanken van de Le Bloss.

## Abdij Hohenbourg
Rond het jaar 700 werd de burcht op de top van de Mont Sainte-Odile omgevormd tot een vrouwenklooster door Odilia van de Elzas. Deze heilige werd hier ook begraven en de plaats werd een bedevaartsoord. De oudste delen van de abdij dateren uit de 10e eeuw maar veel gebouwen zijn uit de 18e, de 19e en de 20e eeuw. De abdijkerk is verheven tot basiliek.

## Galerij

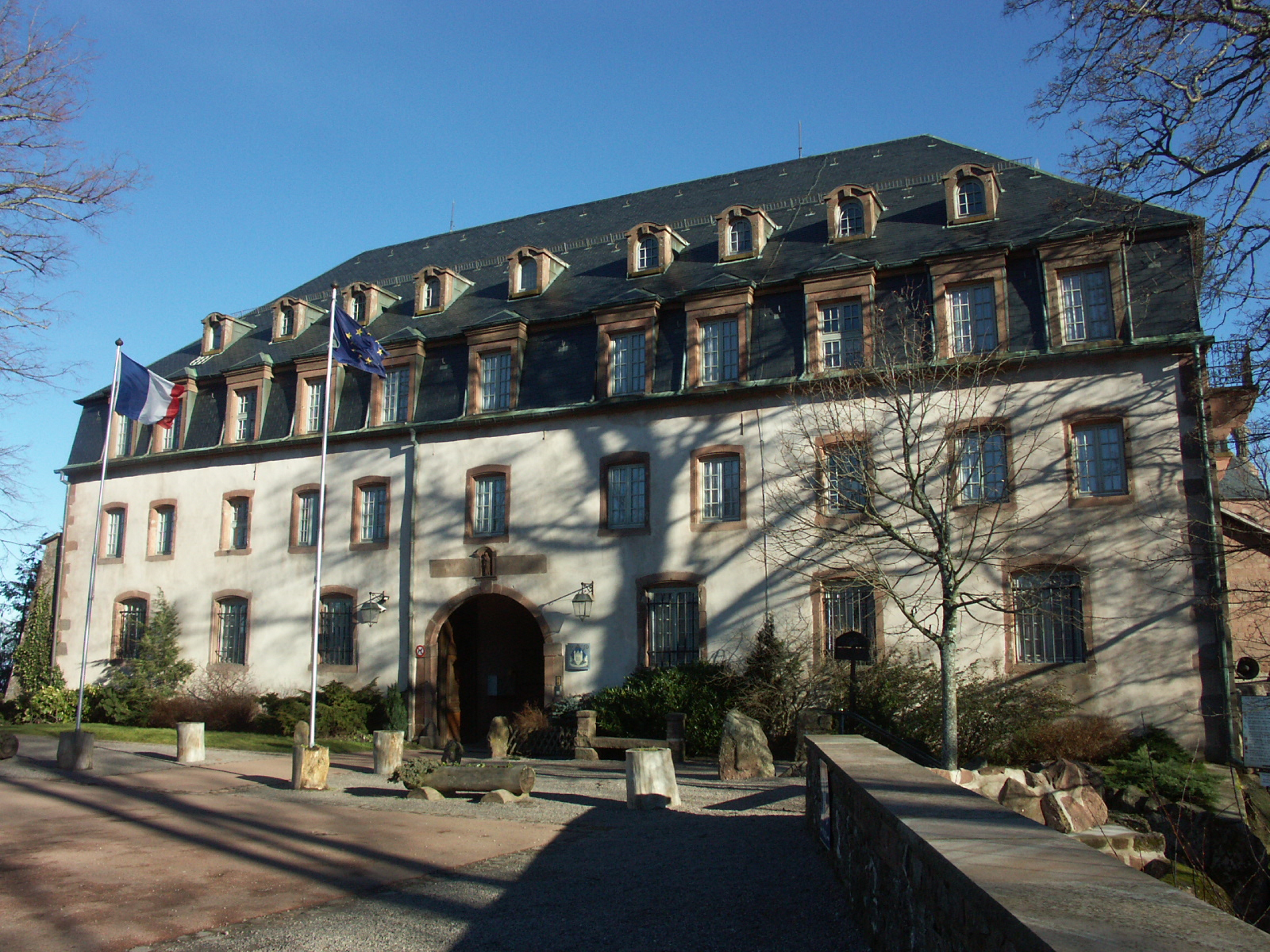
Entree van het kloostercomplex
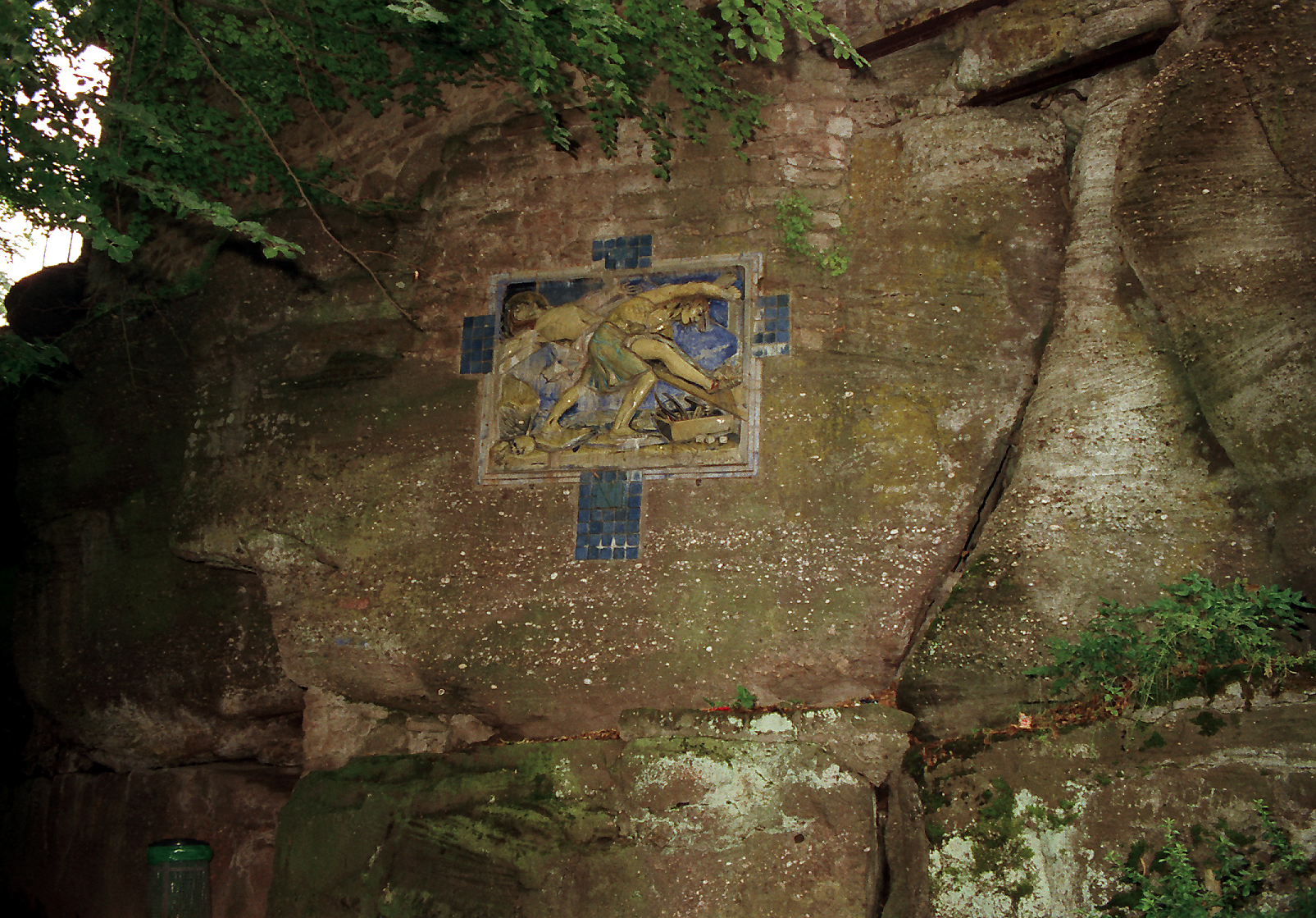
Kruisweg
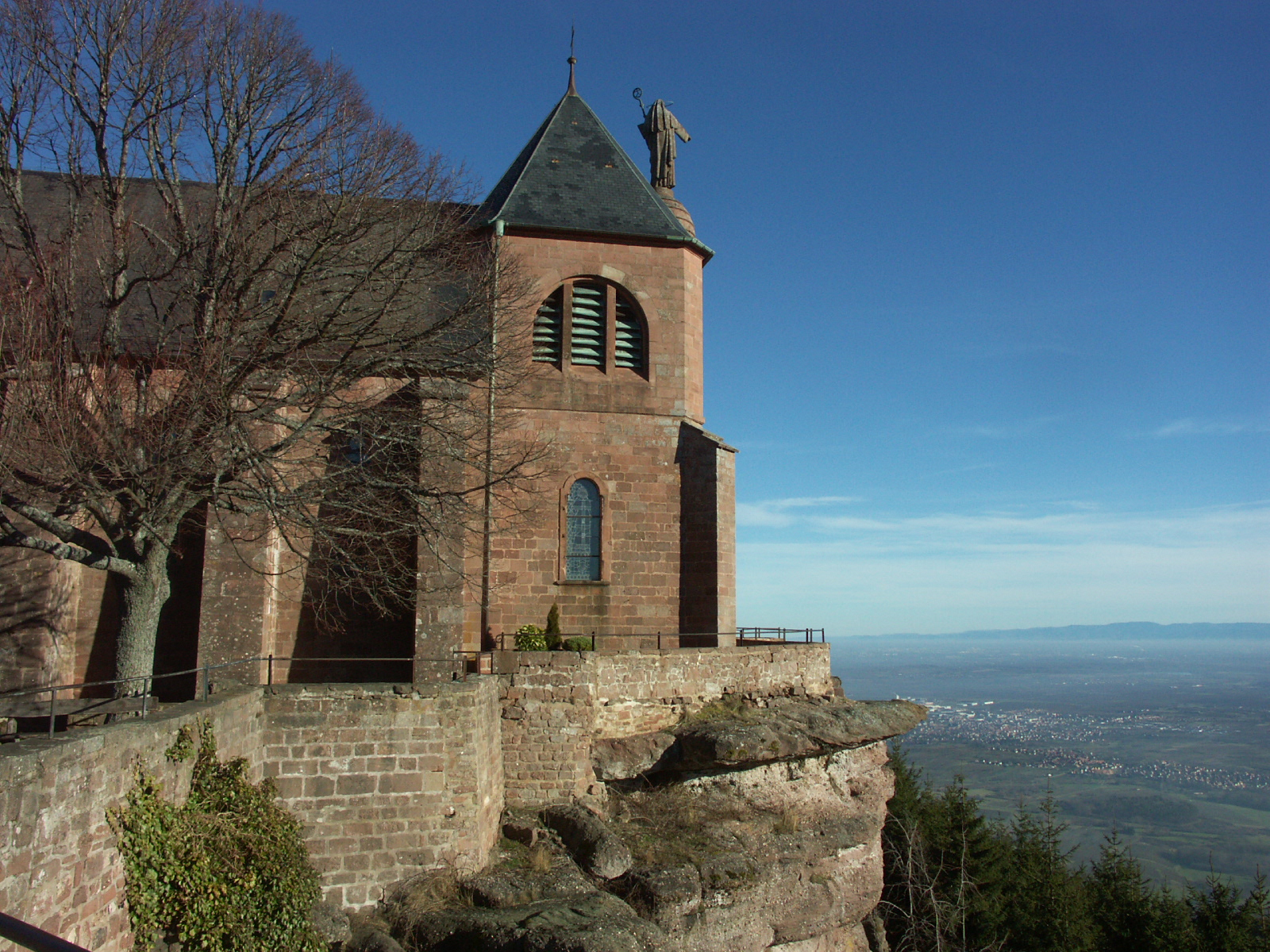
Kerk
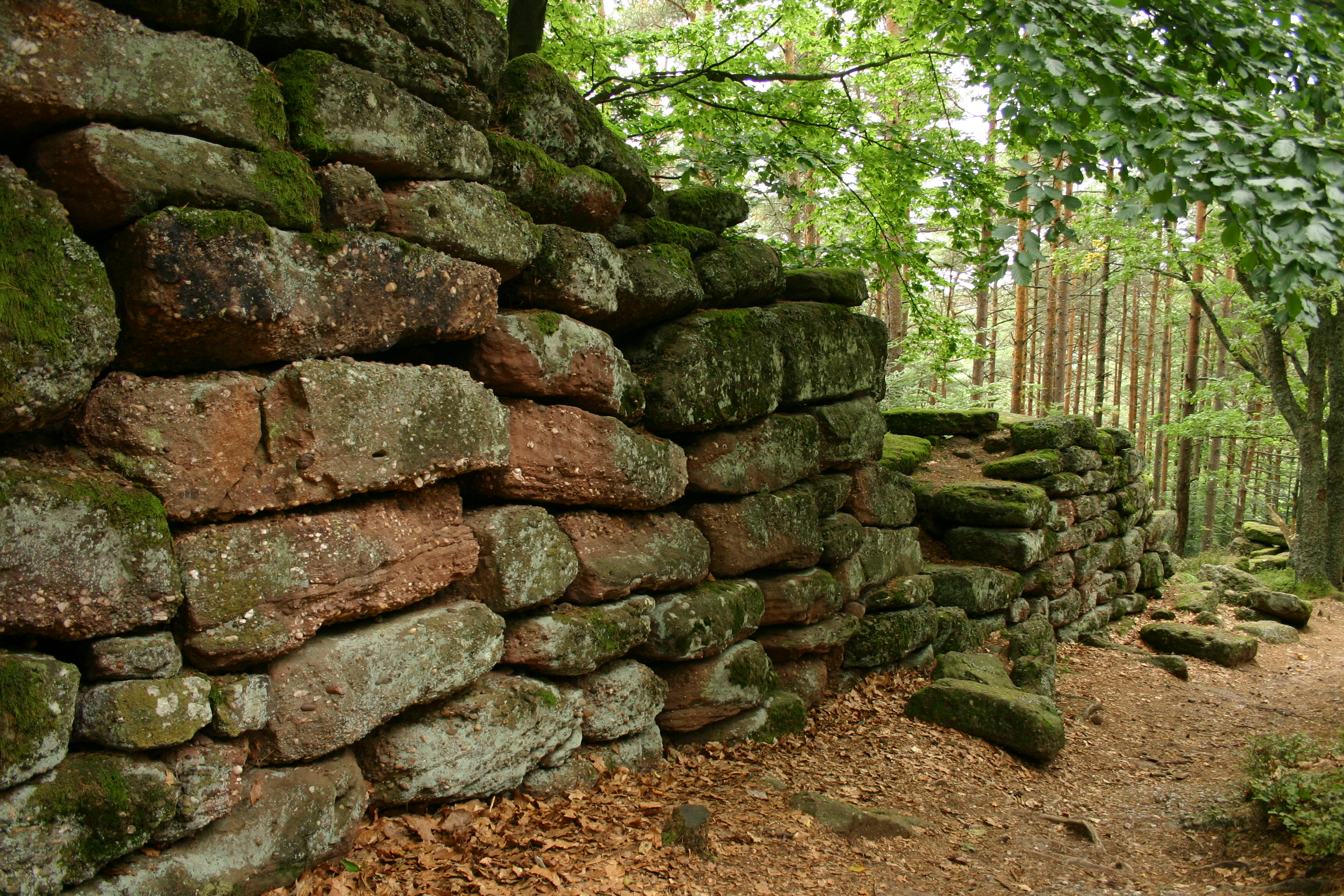
"Heidenmuur"
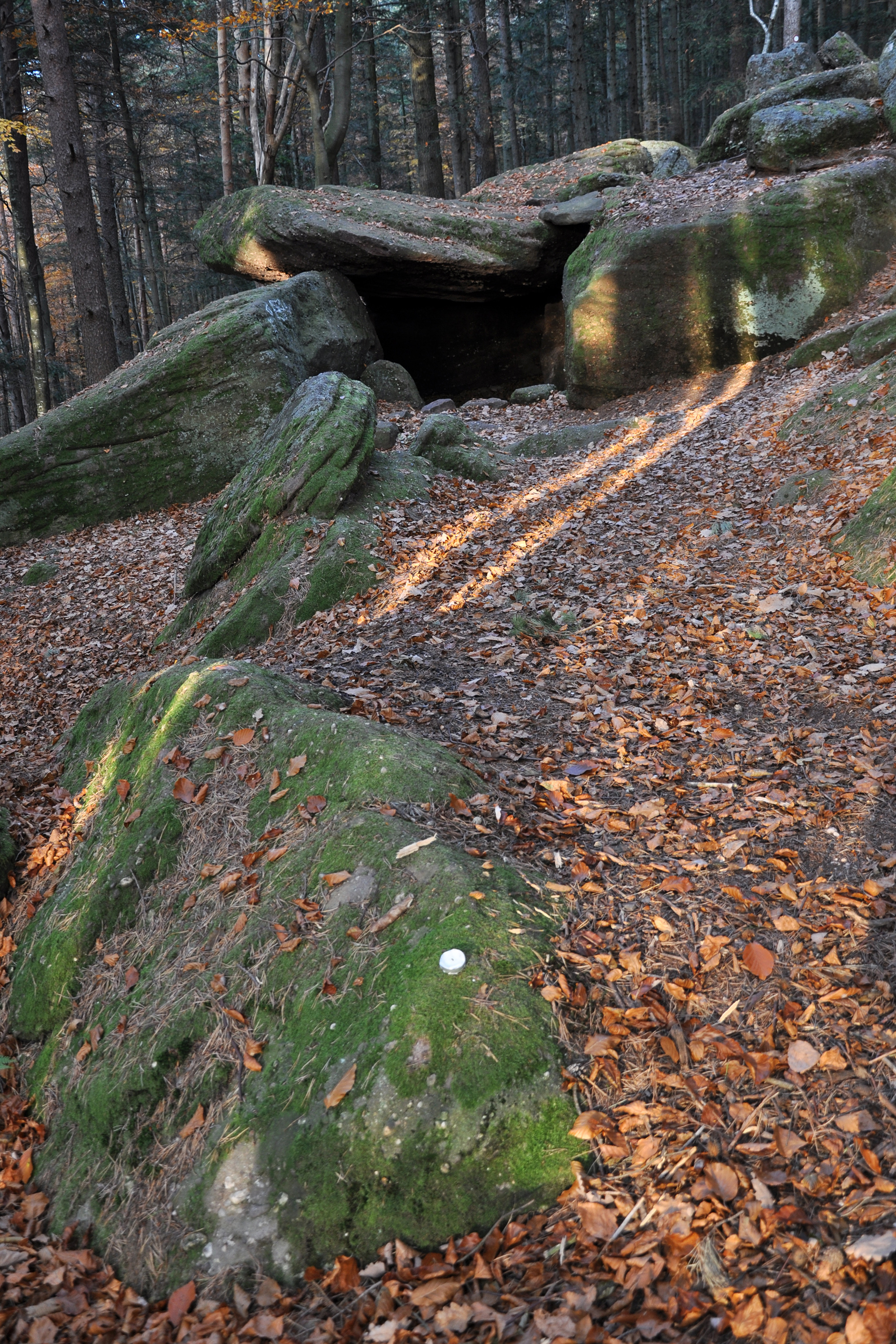
Grotte des Druides in de "heidenmuur"